# Wałdowo (powiat iławski)
Wałdowo – osada w Polsce położona w województwie warmińsko-mazurskim, w powiecie iławskim, w gminie Kisielice.
W latach 1975–1998 miejscowość należała administracyjnie do województwa elbląskiego.
Przez miejscowość Wałdowo przebiega trasa rowerowa (szlak niebieski o łącznej długości 26,1 km, biegnący również przez miejscowości Kisielice – Krzywka – Goryń – Trupel).

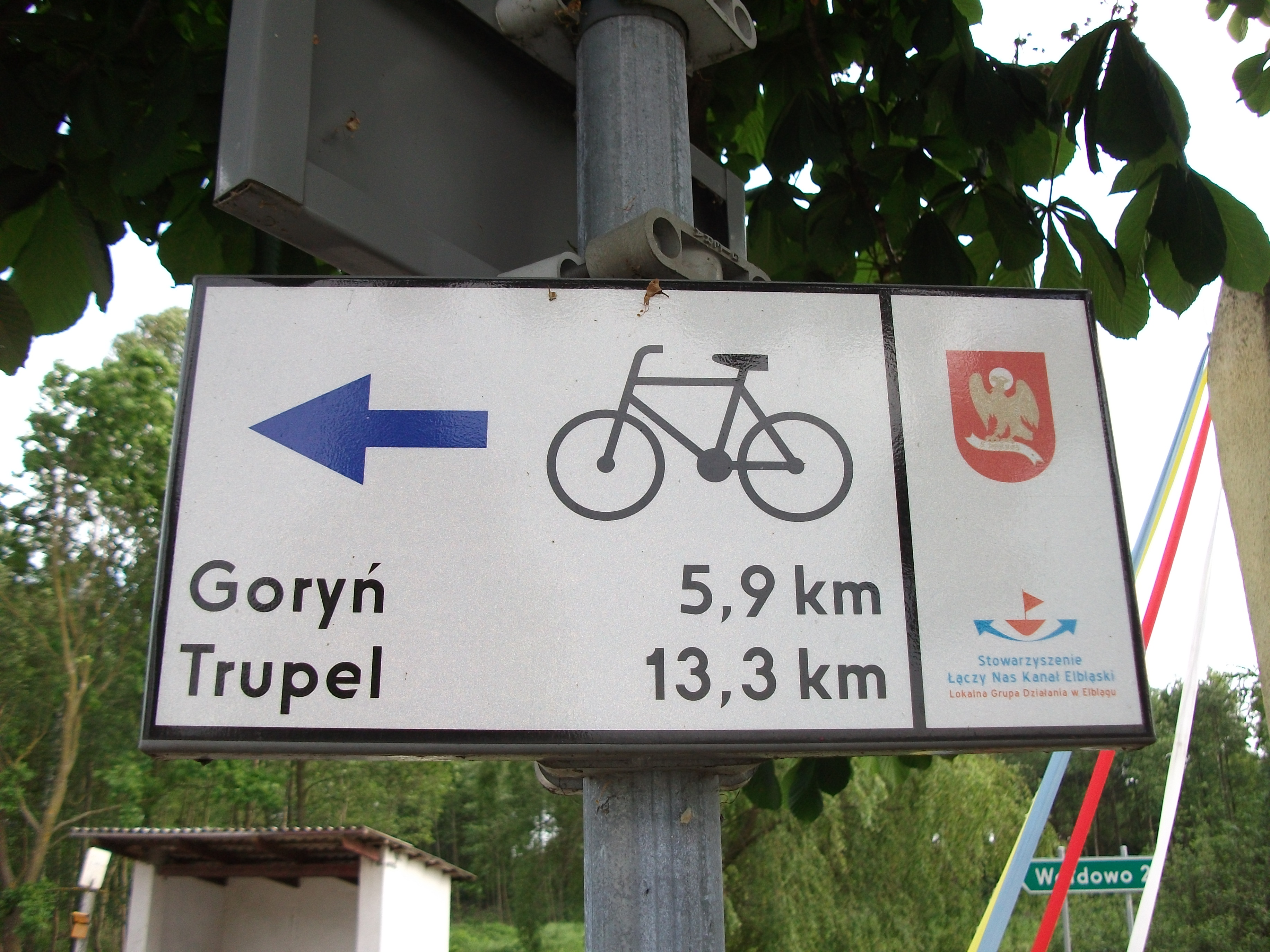
Niebieski szlak rowerowy z Kisielic

Zobacz też: Wałdowo, Wałdowo Królewskie, Wałdowo Szlacheckie